# Sofía Goncharova
Sofía Goncharova (en ruso: София Гончарова; 7 de junio de 1981) es una deportista rusa que compitió en tiro con arco, en la modalidad de arco compuesto.
Ganó una medalla en el Campeonato Mundial de Tiro con Arco al Aire Libre de 2005, y dos medallas en el Campeonato Mundial de Tiro con Arco en Sala, en los años 2005 y 2007.
Además, obtuvo cuatro medallas en el Campeonato Europeo de Tiro con Arco al Aire Libre entre los años 2002 y 2008, y tres medallas en el Campeonato Europeo de Tiro con Arco en Sala, en los años 2006 y 2008.

## Palmarés internacional
| Campeonato Mundial al Aire Libre | Campeonato Mundial al Aire Libre | Campeonato Mundial al Aire Libre | Campeonato Mundial al Aire Libre |
| Año                              | Lugar                            | Medalla                          | Prueba                           |
| -------------------------------- | -------------------------------- | -------------------------------- | -------------------------------- |
| 2005                             | Madrid (España)                  | Medalla de oro                   | Individual                       |
| Campeonato Mundial en Sala       |                                  |                                  |                                  |
| Año                              | Lugar                            | Medalla                          | Prueba                           |
| 2005                             | Aalborg (Dinamarca)              | Medalla de plata                 | Equipo                           |
| 2007                             | Esmirna (Turquía)                | Medalla de plata                 | Equipo                           |
| Campeonato Europeo al Aire Libre |                                  |                                  |                                  |
| Año                              | Lugar                            | Medalla                          | Prueba                           |
| 2002                             | Oulu (Finlandia)                 | Medalla de oro                   | Equipo                           |
| 2004                             | Bruselas (Bélgica)               | Medalla de plata                 | Equipo                           |
| 2006                             | Atenas (Grecia)                  | Medalla de plata                 | Equipo                           |
| 2008                             | Vittel (Francia)                 | Medalla de oro                   | Equipo                           |
| Campeonato Europeo en Sala       |                                  |                                  |                                  |
| Año                              | Lugar                            | Medalla                          | Prueba                           |
| 2006                             | Jaén (España)                    | Medalla de oro                   | Equipo                           |
| 2008                             | Turín (Italia)                   | Medalla de oro                   | Equipo                           |
| 2008                             | Turín (Italia)                   | Medalla de plata                 | Individual                       |